# GF-hallen
GF-hallen eller Gymnastik- och Friidrottshallen i Södertälje ligger i direkt anslutning till Täljehallen och Södertälje idrottsplats i stadsdelen Rosenlund. Hallen som är 6 400 m² byggdes av Telge Fastigheter och stod färdigt hösten 2019. I närheten av arenan ligger även friluftsområdet Kusens Backe samt simhallen Sydpoolen.
I hallen finns 200 meter löparbanor, sprintbanor samt plats för teknikgrenarna. Även gymnaster tränar och tävlar här. För att ge ordentlig plats för bland annat den rytmiska gymnastiken är takhöjden högre än i liknande anläggningar, hela 10 meters fri höjd råder i hallen. Här finnas även två trampoliner, eller torrsviktar, för Södertälje Simsällskaps simhoppare att träna på.
Hallen är Green Building-certifierad. Det innebär att den har en energiförbrukning som ligger minst 25 procent lägre än Boverkets krav. 